# Mūlasarvāstivāda
Mūlasarvāstivāda var en tidig buddhistisk inriktning som var en del av inriktningen Sarvastivada. Det är oklart huruvida det fanns någon större skillnad mellan Mulasarvastivada och Sarvastivada, men de hade ett antal dispyter över munkarnas levnadsregler (vinaya). Indiska källor nämner inte Mulasarvastivada som en egen inriktning, och snarare är det troligt att Mulasarvastivada blev en term som uppkom som följd av en dispyt kring vinayan mellan anhängare av Sarvastivada i norrvästra Indien, och anhängare av Sarvastivada i norra Indien. "Mūla" betyder "rot", vilket på så vis innebär att den falang som benämnde sin vinaya som "Mūlasarvāstivāda" ansåg sig förespråka den äkta vinayan, "rot"-vinayan. Mulasarvastivadas vinaya kom att bli otroligt viktig för buddhismens historia, bland annat genom att den tibetanska buddhismen under hela tiden använt den vinayan.